# Лесли Поулс Хартли
Лесли Поулс Хартли (на английски: Leslie Poles Hartley) е английски писател на произведения в жанра съвременен роман, трилър, фентъзи, хорър и съспенс. Пише под псевдонима Л. П. Хартли (L. P. Hartley).

## Биография и творчество
Лесли Поулс Хартли е роден на 30 декември 1895 г. в Уитлеси, Кембриджшир, Англия, в семейството на Беси и Хари Барк Хартли, адвокат и лекар. Има две сестри. Учи в периода 1915-1922 г. в Колежа „Баллиол“ на Оксфордския университет, където завършва през 1921 г. с бакалавърска степен по история. В колежа се сприятелява с Олдъс Хъксли. В периода 1916-1918 г. служи като офицер в Норфолкския полк на Британската армия по време на Първата световна война, в която не участва активно поради здравословни причини.
След дипломирането си в периода 1923-1972 г. работи в Лондон като литературен рецензент, наблюдател и критик към „Spectator“, „Saturday Review“, „Weekly Sketch“, „Time and Tide“, „the Observe“r, и „Sunday Times“. В периода 1933 – 1939 г. живее част от годината във Венеция, а в периода 1946 – 1972 г. живее в Бат и Лондон. През 1964 г. е лектор в Тринити Колидж, Кеймбридж.
Някои от ранните му произведения са публикувани в „Оксфордска поезия“ през 1920 – 1922 г. През 1920 г. той издава „Оксфорд офууд“ заедно с Джералд Хауърд и А. Б. В. Валентин, а през 1921 г. – с Василий Мъри и Кристофър Холис.
През 1924 г. е публикуван първият му сборник с разкази „Night Fears“ (Нощни страхове). Първият му роман „The Shrimp and the Anemone“ от поредицата „Евстас и Хилда“ е публикуван през 1944 г. Третата част на трилогията е удостоена с мемориалната награда „Джеймс Тайт“, а поредицата е оценена като основен принос към съвременната английска литература.
През 1953 г. е издаден романът му „Посредникът“. Главен герой е 12-годишно момче, което по невнимание причинява трагедия чрез непознаването на сложността на отношенията между възрастните. Романът получава наградата на Фондация „Хейнанман“ на Кралското дружество по литература. През 1971 г. е екранизиран в успешния едноименен филм с участието на Джули Кристи, Алън Бейтс и Маргарет Лейтън.
През 1956 г. е удостоен с отличието Командор на Ордена на Британската империя.
Романът му „The Hireling“ (Наемането) от 1958 г. е екранизиран през 1971 г. в едноименния филм с участието на Робърт Шоу, Сара Майлс и Питър Игън. Филмът печели 3 награди БАФТА и главната награда на фестивала в Кан през 1973 г.
Лесли Поулс Хартли умира на 13 декември 1972 г. в Лондон.

## Произведения

### Самостоятелни романи
- Simonetta Perkins (1925)
- The Boat (1949)
- My Fellow Devils (1951)
- The Go-Between (1953)
Посредникът, изд.: „Хр. Г. Данов“, София (1983, 1986), прев. Иванка Савова
- A Perfect Woman (1956)
- The Hireling (1958)
- The Bachelors (1960) – с Мюриъл Спарк
- Facial Justice (1960)
- Peter Bien (1963)
- The Brickfield (1964)
- The Betrayal (1966)
- Poor Clare (1968)
- The Love-Adept (1969)
- My Sisters' Keeper (1970)
- The Harness Room (1971)
- The Collections (1972)
- The Will and the Way (1973)

### Серия „Евстас и Хилда“ (Eustace and Hilda)
1. The Shrimp and the Anemone (1944) – издаден и като „The West Window“
2. The Sixth Heaven (1946)
3. Eustace and Hilda (1947)

### Разкази
- Someone in the Lift (1955)
Някой в асансьора, в „Разкази от Британските острови“, (1986), прев. Бисера Янкова

### Сборници
- Night Fears (1924)
- The Killing Bottle (1932)
- The Travelling Grave (1948)
- The White Wand (1954)
- Two for the River (1961)
- The Collected Short Stories of L P Hartley (1968)
- Mrs Carteret Receives (1971)
- The Complete Short Stories of L P Hartley (1973)
- Night Fears and Other Supernatural Tales (1993)
- The Collected Macabre Stories of L.P. Hartley (2001)

### Документалистика
- Essays By Divers Hands (1966)
- Royal Society of Literature (1966)
- The Novelist's Responsibility (1967)

### Екранизации
- 1962 ITV Play of the Week – ТВ сериал, 1 епизод
- 1968 Mystery and Imagination – ТВ сериал, 1 епизод
- 1969 Journey to the Unknown – ТВ сериал, 1 епизод
- 1971 Journey to Murder – по разказа „The Killing Bottle“
- 1971 Посредникът, The Go-Between
- 1973 The Hireling
- 1977 Eustace and Hilda – ТВ сериал, 3 епизода
- 1977 Three Dangerous Ladies – по разказа „The Island“
- 1978 The Island – ТВ филм, с Чарлз Грей, Джон Хърт
- 1983 Shades of Darkness – ТВ сериал, 1 епизод
- 2015 The Go-Between – ТВ филм